# Asura aroa
Asura aroa là một loài bướm đêm thuộc phân họ Arctiinae, họ Erebidae.